# Harsányi István (építészmérnök)
Harsányi István (Pécs, 1938–) építészmérnök. Munkája elismeréséül Alpár-díjat kapott.

## Életrajza
Az egyetem végeztével a 21. sz. állami Építőipari Vállalatnál kezdte meg munkásságát, mint építésvezető-helyettes, majd 1963-1971 között az IPARTERV-nél építésztervezői posztot töltött be. 1971-től 1975-ig az Építésügyi Minisztérium osztályvezető-helyettes főmérnöke, ezt követően ismét az IPARTERV-hez került irodavezető főmérnöki állásba. 1991 óta mind a mai napig a ferences rendtartományok főépítésze. Szakirodalmi munkásságát több mint 40 szakcikk és számos tudományos dokumentáció fémjelzi, valamint több jelentősebb kiadvány. 1974 és 1982 között a Magyar Építőipar szaklap szerkesztője volt. Jelentősebb polgári épületei közé tartozik a budapesti Gyógyszerkutató Intézet, 4000 w-os konzervgyár Szigetváron, valamint Kazánház Lakástextil gyár (sorozatterv) Szombathelyen. Egyházi építészeti munkássága igen széles körű. Fővárosi munkái közül megemlítendő a Pasaréti Ferences Templom felújítása, ill. a Rendház bővítése emeletráépítéssel, valamint a Margit körúti ferences templom- és a Városmajori templom felújítása. Szintén nem elhanyagolható az ország területén, a Magyarok Nagyasszonya Ferences Rendtartomány további számos ferences hitéleti intézményének, templomának és kápolnájának felújítása, a ferences szerzetesi építészeti alkotások gondozása iránt tanúsított elhivatottsága. A Budapesti Építész Kamara tagja.

## Jelentősebb munkái
- Budapest: Gyógyszerkutató Intézet,
- Szigetvár: 4000 w-os konzervgyár,
- Budapest: Lakástextil-gyár kazánháza
- Vác, ferences kolostorban Kilátó központ
- Gyöngyös, ferences kolostorban ASK létesítése
- Pécs, ferences kolostorban Collégium Seraphicum
- Budapest, Pasaréti ferences templom és kolostor felújítása
- Budapest, Rózsadombi ferences domus filiale építése

- Budapest: Pasaréti, Margit-körúti Ferences templomok és rendházak,
- Budapest: Városmajori templom felújítása

## Szakmai elismerései
- Alpár Ignác-emlékérem 1990
- Szent Antal Díj 2020